# Bäcks folkskola
Bäcks folkskola var en svenskspråkig folkskola i Sjundeå i södra Finland. Skolan, som var belägen i Munks by, grundades år 1921. Munks folkskolas första lärare hette Martin Jansson. Nuförtiden är skolbyggnaden i privat ägo. Typiska gamla skolor i Sjundeå är stora och i två våningar som Bäcks folkskola.

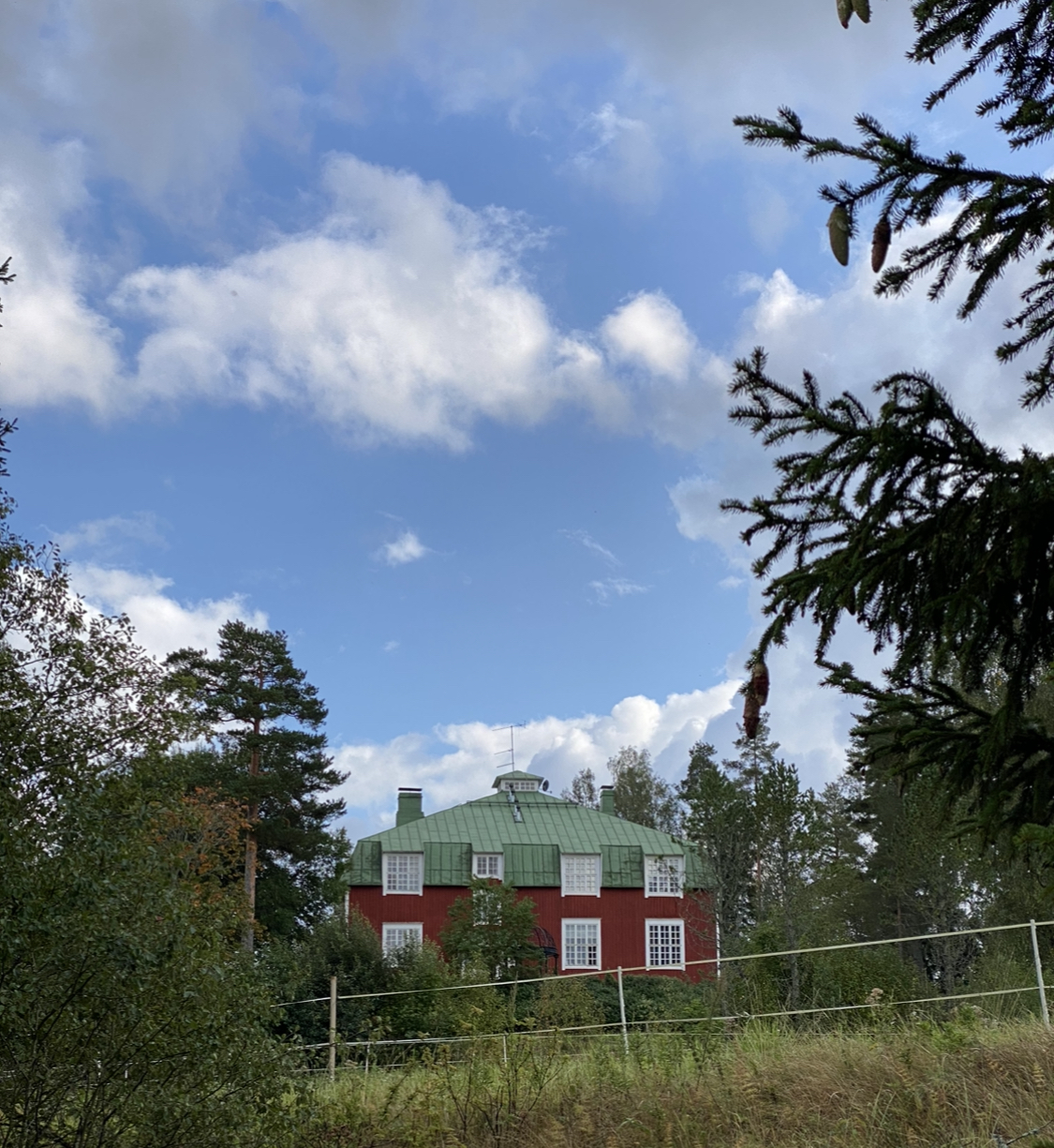
Bäcks folkskola på hösten 2023.